# شركة صناعة محتوى نصي
شركة صناعة محتوى نصّي هي أي شركة تقدّم خدمات الكتابة والتحرير إلى الشركات والمنظمات الأخرى.
هناك خدمات أخرى تقدمها تلك الشركات غير الكتابة والتحرير، مثل الاستشارات التسويقية، بناء العلامات التجارية، كتابة السيناريو، كتابة الخطب، هندسة المعلومات، تصميم المواقع، هندسة البرمجيات، استشارات التفاعل في الشبكات الاجتماعية، وإدارة المشاريع. وقد تتعاون شركات صناعة المحتوى النصّي مع شركات في تخصصات أخرى، مثل شركات التصميم أو شركات الدعاية الإعلان، أو شركات توفّر موظفين للعمل في مقر العميل. ويتم الاستعانة بتلك الشركات الأخرى بناء على المشروع وحجمه.